# Andrássy Marica
Csíkszentkirályi és krasznahorkai gróf Andrássy Mária Gabriella (Budapest, 1886. december 7. – Bécs, 1961. december 14.) magyar származású arisztokrata, házassága révén a herceg Liechtenstein család tagja. A családon belül használt beceneve Marica, német nyelvterületen Marizza volt.
Egyes külföldi leírások arra tesznek utalást, miszerint ő volt a névadója Kálmán Imre magyar zeneszerző Marica grófnő című operettjének, de ezt zenetörténeti elemzések híján nem lehet megállapítani.

## Származása
Apai ágon a székely származású csíkszentkirályi és krasznahorkai gróf Andrássy család betléri főágának egyenesági leszármazottja. Nagyapja gróf Andrássy Manó, a „vasgróf” volt. Anyai ágon cseh–morva illetőségű Kaunitz család sarja, amelynek hercegi ágát Wenzel Anton von Kaunitz osztrák kancellár alapította – ám anyja a grófi ágból származott, így a közhiedelemmel ellentétben csak távoli rokonságban álltak egymással az egykori kancellárral.

## Élete
Édesapja  csíkszentkirályi és krasznahorkai gróf Andrássy Géza császári királyi kamarás; valóságos belső titkos tanácsos; a magyar országgyűlés főrendi táblájának, majd felsőházának tagja; édesanyja gróf Kaunitz Eleonóra „Dada”, egykori palotahölgy, csillagkeresztes hölgy volt. Két öccse volt. Idősebbik öccse, Károly, ideje korán elhunyt. Kisebbik öccse, Manó révén folytatódott a család betléri főágának vérvonala.

Gyermekkoráról és ifjúságáról kevés feljegyzés maradt fenn. Mindössze annyit tudunk, hogy gyermekkorát főleg Betléren és Budapesten töltötte. Angol nevelőnője volt. Kitűnően játszott hegedűn és a díjlovaglásban is jeleskedett.
„Berti muzsikált, a rozsnyói híres cigány. Lakoma után azonban Marica vette ki a prímás kezéből a hegedűt. Oda állt a banda élére, ő húzta az édesapja fülébe a hallgatót” – gróf Vay Sándor: Maricza férjhez megy..., részlet a Pesti Hírlap lap cikkéből, 1906
Baden bei Wienben, 1906. május 28-án eljegyezte herceg Johannes Franz von und zu Liechtenstein császári és királyi sorhajóhadnagy, akivel a budapesti Kisboldogasszony-templomban, 1906. szeptember 6-án egybekeltek. Több újságcikk tudósítása szerint Marica esküvői ruhájának felső, derékrészét kiskunhalasi csipke díszítette, amellyel magyar nemzeti érzelmeit akarta kifejezni.

Az előkelő származású és jómódú grófnő a házasság által liechtensteini hercegné lett, valamint sógornője Erzsébet Amália osztrák főhercegnőnek és magyar királyi hercegnőnek. A kortársak ezt a rokoni kapcsolatot különösen kiemelték, mivel ezzel a Habsburg uralkodócsalád rokonságba került az Andrássy grófokkal. A házaspár nászútját a nagykemencei nagykemencei Csáky–Andrássy-kastélyban töltötte. A vadászat iránti szenvedélyük összekötötte a párt. Marica és férje gyakran fordult meg a gróf Andrássy család felső-magyarországi vadászbirtokain, amelyek azért is voltak nevezetesek, mert ott medvéket is lehetett lőni. A következő években magyar bálok és jótékonysági rendezvények bálanyája és védnöke volt. Férje révén az európai társasági élet kedvelt alakja lett, neki köszönhetően fordult meg Henrik porosz királyi herceg is a betléri kastélyban és az Andrássyak szuhovai vadászbirtokán.

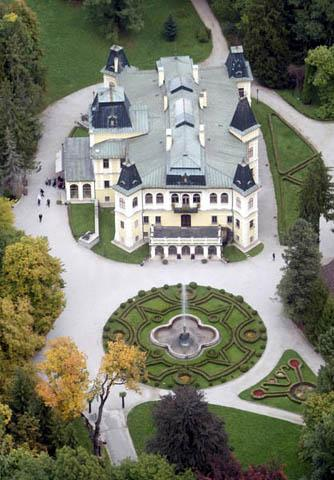
A gróf Andrássy család betléri kastélya, ahol Marica grófnő sokáig életvitelszerűen élt és ahol a két idősebbik gyermeke is született

A hercegi párnak négy gyermeke született:
1. Prinz Alfred Géza Johann Dionys Maria Josef von und zu Liechtenstein (Betlér, 1907. június 27. – Frauenthal bei Deutschlandsberg, 1991. december 28.)
2. Prinz Karl Emanuel Johannes Gabriel Maria Josef von und zu Liechtenstein (Betlér, 1908 október 22. – Grabs, 1987. október 18.)
3. Prinz Johannes Franz de Paula Gabriel Ildefons Felix Klemens Maria Josef von und zu Liechtenstein (Bécs, 1910. május 18. – St. Gallen, 1975. január 22.)
4. Prinz Constantin Franz Nikolaus Karl Heinrich Dagobert Anton von Padua Ildefons Maria von und zu Liechtenstein (Bécs, 1911. december 23. – Grabs, 2001. március 28.)

Az 1910-es évek elején János herceggel Konstantinápolyban éltek, majd miután férjét kinevezték az Osztrák–Magyar Monarchia tengerészgyalogos attaséjának, Rómába költöztek. Ezt követően a korabeli sajtó már kevésbé emlékezett meg róla, ezt az időszakot minden bizonnyal családjának, első sorban gyermekeinek szentelhette. Az első világháború után a a bécsi Löwelstraße 12. szám alatti Liechtenstein-palotában, majd 1924-től a mödlingi Liechtenstein-kastélyban éltek. Ekkor családi botrányok sorozatának lehetünk tanúi. Előbb 1926-ban férjét ítélték elzárásra és pénzbüntetésre, amiért névtelen levelekben sértegetette és megverette egy politikai ellenlábasát, majd 1932-ben Maricáról írtak az újságok, miszerint adósságba keveredett és gondnokság alá helyezték:
„Egyetlen év alatt állítólag 200.000 silling adósságot csinált pl. egy bécsi nőiszabó cégnél. Mikor a tartozások felgyülemlettek, a hercegné, hír szerint, támogatásért folyamadott atyjához, Andrássy Géza grófhoz, aki azonban nem fizethetett ki ilyen nagy összegeket. Valamiképpen mégis megegyezés jött létre a családban, a hercegné adósságát rendezni fogják, de ehhez az volt a feltétel, hogy gondokság alá helyezik, ami most meg is történt. Marica hercegné, aki 45 éves, ezentúl szerény viszonyok között fog élni és bécsi fényűző nagy lakását már is bérbeadta egy berlini bankárnak, aki Bécsbe költözött” – részlet a Magyarország lap cikkéből, 1932
Az 1930-as években a család az osztrák politikai helyzet nyomására áthelyezte a székhelyét Budapestre, ahol a VIII. kerületben, a Szentkirályi utca 32/a házszám alatt éltek, de ezen kívül tudunk Balaton-parti nyaralójukról is.

Az évtized során többször spanyol vonatkozásban olvashatunk róla. Kitzbühelben, 1934-ben fia, ifjabb herceg Johannes von und zu Liechtenstein eljegyezte XIII. Alfonz spanyol király lányát, Mária Krisztina spanyol infánsnőt, ám nem tisztázott okok miatt a jegyesség rövidesen felbontatott. A spanyol polgárháború idején, 1937-ben, fiával, herceg Emanuel von und zu Liechtensteinnel meglátogatta spanyolországi rokonait és ismerőseit, akik a politikai helyzet miatt viszontagságos körülmények között éltek. A látogatás során Burgos városában találkozott Francisco Franco spanyol tábornokkal is, aki később az országban diktatúrát épített ki:
„Franco kellemes modoru férfi benyomását kelti. [...] Mikor nála voltam, láthatólag örült annak, hogy egy magyar asszony jár nála. Elmondta, hogy mennyire fájlalja, hogy Magyarország még nem ismerte el a nemzeti kormányt. Egyébként Franco is bízik abban, hogy most már hamarosan vége lesz a spanyol belháborunak” – részlet a Pesti Hírlap lap cikkéből, 1937
A második világháború során feltételezhetően az ő közbenjárására menekülhetett testvére és családja a liechtensteini Vaduzba. A világháborút követő szovjet hatalomátvétellel mind a magyarországi, mind a csehszlovák tulajdonaikat államosították. Vajmi kevés információval rendelkezünk arról, hogy ezt az időszakot miként élte meg a hercegi pár. A későbbiekben a magyarországi hírlapok politikai és ideológiai okok miatt már nem emlékeztek meg róla.
1956-ban az aranylakodalmukat a holleneggi Liechtenstein-kastélyban ünnepelték meg. Férje halála után néhány évvel később Bécsben, 1961. december 14-én hunyt el. A Liechtenstein uralkodócsalád vaduzi kriptájába temették el.

## Házasság és Család[26]
1. Herceg Alfred Géza János Dionys Mária de Liechtenstein (* 1907; † 1991) ⚭ Hercegnő Ludmilla Anna Mária de Lobkowicz (* 1908; † 1974) 
  1. Hercegnő Márie Krisztina Anna Henrietta de Liechtenstein (* 1933; † 2009) ⚭ Lóránt de Roys de Lédignan Saint-Michel (* 1934; † 2017)
    1. Márie Caroline de Lédignan Saint-Michel (* 1963)
    2. René François de Roys de Lédignan Saint-Michel (* 1964)
    3. Louis Charles de Roys de Lédignan Saint-Michel (* 1967)

  2. Herceg Ferenc Géza János György Thaddäus Conrad Mária de Liechtenstein (* 1935)  ⚭ Laura Malvetti Campeggi (* 1941; † 2011)
    1. Hercegnő Laurentia de Liechtenstein  (*/† 1971)
    2. Herceg Alfred Paolo de Liechtenstein (* 1972) ⚭ Alice Stori Deserti (* 1978)
      1. Hercegnő Emilia Laura de Liechtenstein (* 2006)
      2. Herceg Ferenc Cosimo de Liechtenstein (* 2009)
      3. Hercegnő Giulia Marinade Liechtenstein  (* 2011)

    3. Herceg Lúkas Wólfgang de Liechtenstein (* 1974) ⚭ Nathalie Geneviève Etchart (* 1972)
      1. Hercegnő Nora Manureva de Liechtenstein (* 2008)
      2. Hercegnő Lucie Louise de Liechtenstein (* 2012)

    4. Hercegnő Livia Margherita von Liechtenstein (* 1977) ⚭ Richard Turner (* 1974)

  3. Herceg Frigyes Manó Conrad Thaddäus von Liechtenstein (* 1937; † 2010) ⚭ Anne-Márie Ortner (* 1948)
    1. Herceg Manó Frigyes Eugen Nikolaus von Liechtenstein (* 1978) ⚭ Sonja Mária Monschein (* 1982)
      1. Prinz Leopold Manó Friedrich August von Liechtenstein (* 2010)
      2. Prinz Heinrich Manó Ulrich Nikolaus von Liechtenstein  (*2012)
      3. Prinzessin Charlotte Sophie Ludmilla Maria von Liechtenstein (* 2014)

    2. Prinz Ulrich Constantin Wladimir Peter von Liechtenstein (* 1983)

  4. Prinz Anton Florian János Constantin Conrad de Liechtenstein (* 1940) ⚭ Bárónő Rose-Marie Dreihann-Holenia de Sulzberg (* 1943)
    1. Hercegnő Ludmilla Stefanie von Liechtenstein (* 1974) ⚭ Gróf Christoph de Calice (* 1964)
      1. Grófnő Mária Assunta Stefanie Johanna Ludmila de Calice (* 1996)
      2. Gróf Pius Florian Ferdinánd Heinrich Anton Mária de Calice (* 1998)
      3. Gróf Christoph Matthias Ferenc Alfred Mária de Calice (* 2000)

    2. Herceg György Clemens de Liechtenstein (* 1977)
2. Herceg Károly Manó János Gabriel Mária József de Liechtenstein (* 1908; † 1987)
3. Herceg János Ferenc de Paula Gabriel Ildefons Felix Clemens Mária József de Liechtenstein (* 1910; † 1975)  ⚭ Grófnő Karoline Johanna Franciska Mária de Ledebur-Wicheln (* 1912; † 1996)
  1. Hercegnő Mária Eleonore Erzsébet Johanna de Liechtenstein (* 1937; † 2002)
  2. Prinz Eugen Hartmann János Ferenc Mária von Liechtenstein (* 1939) ⚭  Grófnő Mária Terézia de Goëss (* 1945)
    1. Prinz János Leopold Petrus Mária von Liechtenstein (* 1969) ⚭ Grófnő Kinga Károlyi Nagykároly (* 1973)
      1. Hercegnő Ida de Liechtenstein (* 2011)

    2. Hercegnő Anna Liechtenstein (* 1970) ⚭ Gróf Alexander Kottulinsky, Báró de Kottulin, Krzizkowitz és Dobrzenicz (* 1967)
      1. Gróf Lorenz Kottulinsky, Báró de Kottulin, Krzizkowitz és Dobrzenicz (* 1996)
      2. Grófnő Ilona Kottulinsky, Bárónő de Kottulin, Krzizkowitz és Dobrzenicz (* 1997)
      3. Gróf Moritz Kottulinsky, Báró de Kottulin, Krzizkowitz és Dobrzenicz(* 2000)
      4. Grófnő Donata Kottulinsky, Bárónő de Kottulin, Krzizkowitz és Dobrzenicz (* 2002)
      5. Grófnő Lioba Kottulinsky, Bárónő de Kottulin, Krzizkowitz és Dobrzenicz (* 2008)

    3. Hercegnő Márie Ileana Józsefa de Liechtenstein (* 1974) ⚭ Gróf Ferdinánd de Trauttmansdorff-Weinsberg (* 1970)
      1. Gróf Félix Márie de Trauttmansdorff-Weinsberg (* 2001)
      2. Grófnő Philippa Mária de Trauttmansdorff-Weinsberg (* 2003)
      3. Gróf József Mária de Trauttmansdorff-Weinsberg (* 2004)
      4. Grófnő Elena Mária de Trauttmansdorff-Weinsberg (* 2008)

    4. Hercegnő Zsófie Barbara Mária de Liechtenstein (* 16. 1984) ⚭ Gróf Clemens de Hoyos (* 1981) 
      1. Gróf Constantin de Hoyos (* 2014)
      2. Gróf Albrecht de Hoyos

  3. Prinz Albrecht Johannes Géza Augustinus Wilhelm Mária von und zu Liechtenstein, Gróf zu Rietberg, Báró von Landskron (* 1940; † 2017) ⚭ I  Bárónő Tamara von Landskron (* 1939) ⚭ II Mylena Tullio (* 1940)
    1. Bárónő Tatjana Helene Mária von Landskron (* 1965; † 2001) ⚭ Bruno Roland Thurnherr-Landskron (* 1962)
      1. Constantin Albrecht Johannes Géza von Landskron (* 1989)
      2. Tara Alina Tatjana von Landskron (* 1994)

    2. Báró Albrecht Johannes Christoph Géza von Landskron (* 1967)
    3. Bárónő Lorenza de Landskron, Hercegnő de Liechtenstein (* 1973), ⚭ I  Don Antonio del Balzo di Presenzano (* 1961) ⚭ II Francesco Trapani (* 1957)
      1. Donna Victoria del Balzo di Presenzano (* 2001)
      2. Allegra Trapani (* 2004)

  4. Prinzessin Barbara Eleonora Márie de Liechtenstein (* 1942) ⚭  Herceg Alexander de Jugoszláviai (* 1924; † 2016)
    1. Herceg Dushan de Jugoszláviai (* 1977) ⚭ Valerie de Muzio (* 1971)
4. Herceg Constantin Ferenc Nikolaus Karl Heinrich Dagobert Anton de Padua Ildefons Mária de Liechtenstein (* 1911; † 2001) ⚭ I Grófnő Mária Élisabeth Márlies de Leutzendorff (* 1921; † 1944); ⚭ II Grófnő Ilona Mária Esterházy de Galántha (* 1921; † 2019)
  1. Hercegnő Monica Mária Terézia Erzsébet de Liechtenstein (* 1942) ⚭ André Ferenc Jordan (* 1933; † 2024)
    1. Gilberto Frédérico Jordan (* 1961) ⚭ María José Amich y Clavell (* 1966)
      1. Camila Sofia Amich Jordan (* 1989)
      2. Victoria Luisa Amich Jordan (* 1996)
      3. Zsófia Ines Amich Jordan (* 2000)
      4. André Javier Amich Jordan (* 2005)

    2. Constantino Pedro Jordan (* 1964) ⚭ Mária Manuela Saias Coelho (* 1965)
      1. Francisco Constantino Saias Coelho Jordan (* 2000)
      2. Mária Carlota Saias Coelho Jordan (* 2002)